# Rebecca Budig
Rebecca Budig, née le 26 juin 1973 à Cincinnati dans l'Ohio aux États-Unis, est une actrice de cinéma et de télévision américaine.

## Biographie

### Carrière
Le premier travail de Rebecca Budig en tant qu'actrice est une brève apparition dans le clip Livin' on the Edge du groupe Aerosmith.

## Filmographie

### Cinéma
- 1993 : Form... Focus... Fitness, the Marky Mark Workout :
- 1994 : Moment of Truth: Murder or Memory? : Kathy Hansen
- 1995 : Batman Forever de Joel Schumacher : Une adolescente
- 1995 : Captain Nuke and the Bomber Boys : Patty Conrad
- 1995 : Star Hunter : Carrie
- 1996 : God's Lonely Man : Babsy
- 1997 : James Dean: A Race with Destiny : Natalie Wood
- 2002 : Pride & Loyalty : Kelly Francini
- 2007 : The Perfect Child : Sarah Daniels
- 2007 : The Beast : P.J.
- 2010 : La Beauté du geste de Nicole Holofcener : Bigback
- 2012 : Bad Parents de Caytha Jentis : Allison
- 2013 : Getaway de Courtney Solomon : Leanne Magna
- 2020 : About a Girl : Jill
- 2022 : Fit for Christmas : Lisa (téléfilm)

### Télévision
- 1995 : Haine et Passion : Greenlee Smythe
- 1999 : La Force du destin : Greenlee Smythe
- 2003 : La Star de la famille : Brooke Spencer
- 2006 : Out of Practice : Dr. Carla Munson
- 2007 : Les Experts : Joanna "Candy" Krumsky
- 2009 : How I Met Your Mother : Holli
- 2011 : Castle : Mandy Bronson
- 2013 : Blue Bloods : Connie
- 2015-2017 : Hôpital central : Hayden Barnes
- 2019-2020 : Los Angeles : Bad Girls : Charlene Hart
- depuis 2024 : Amour gloire et beauté : Taylor Hayes